# Skytrax

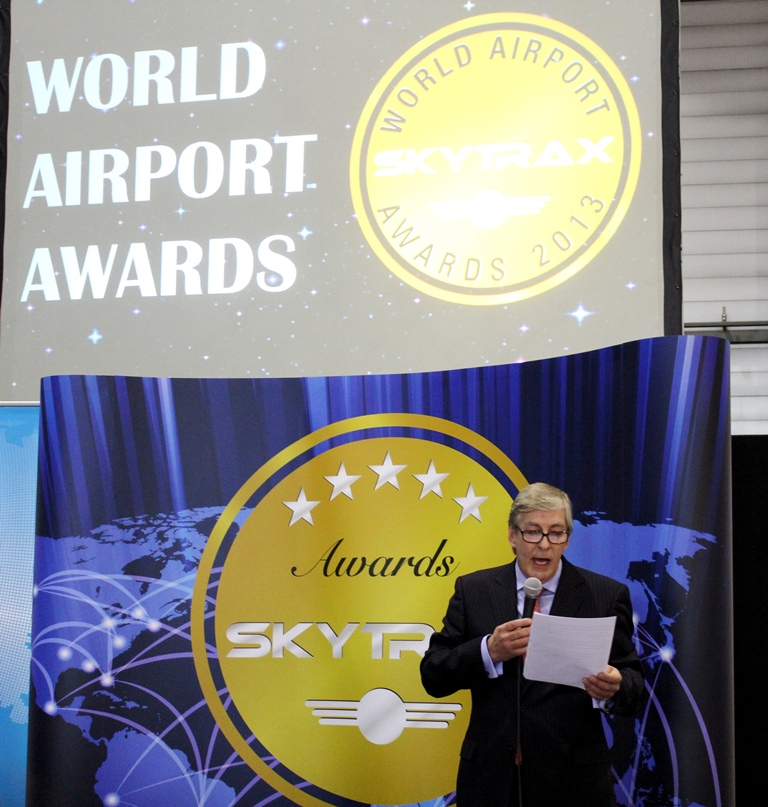
Edward Plaisted, director de Skytrax, durante un acto de entrega de premios por parte de la auditora en 2013

Skytrax (Fundada en 1989) es una auditoría creada en el Reino Unido dedicada al análisis y comparación en materia de calidad de las diferentes aerolíneas y aeropuertos de todo el mundo.
Su campo de análisis abarca más de 550 aeropuertos y más de 525 compañías aéreas alrededor del mundo y engloba aspectos tan diversos como el servicio dado por cada compañía, la labor de su personal, el servicio de cáterin a bordo, la comodidad de las salas de espera, o la eficiencia en el embarque, entre muchas otras variables.
Estos resultados son dados a conocer exclusivamente a través de su portal de internet, que además de una clasificación de las mejores compañías (clasificadas con un sistema de estrellas), cuenta con un foro donde consultar más de 240.000 opiniones de otros viajeros. 
Gozan de un especial prestigio los premios anuales que escogen a la mejor aerolínea del mundo y al mejor aeropuerto.

## Premios otorgados
Aerolínea del Año
| Año  | Primera            | Segunda            | Tercera            |
| ---- | ------------------ | ------------------ | ------------------ |
| 2001 | Emirates           | Singapore Airlines | Cathay Pacific     |
| 2002 | Emirates           | Cathay Pacific     | Singapore Airlines |
| 2003 | Cathay Pacific     | Emirates           | Singapore Airlines |
| 2004 | Singapore Airlines | Emirates           | Cathay Pacific     |
| 2005 | Cathay Pacific     | Qantas             | Emirates           |
| 2006 | British Airways    | Qantas             | Cathay Pacific     |
| 2007 | Singapore Airlines | Thai               | Cathay Pacific     |
| 2008 | Singapore Airlines | Cathay Pacific     | Qantas             |
| 2009 | Cathay Pacific     | Singapore Airlines | Asiana Airlines    |
| 2010 | Asiana Airlines    | Singapore Airlines | Qatar Airways      |
| 2011 | Qatar Airways      | Singapore Airlines | Asiana Airlines    |
| 2012 | Qatar Airways      | Asiana Airlines    | Singapore Airlines |
| 2013 | Emirates           | Qatar Airways      | Singapore Airlines |
| 2014 | Cathay Pacific     | Qatar Airways      | Singapore Airlines |
| 2015 | Qatar Airways      | Singapore Airlines | Cathay Pacific     |
| 2016 | Emirates           | Qatar Airways      | Singapore Airlines |
| 2017 | Qatar Airways      | Singapore Airlines | All Nippon Airways |
| 2018 | Singapore Airlines | Qatar Airways      | All Nippon Airways |
| 2019 | Qatar Airways      | Singapore Airlines | All Nippon Airways |

Aeropuerto del Año
| Año  | Oro                             | Plata                              | Bronce                                       |
| ---- | ------------------------------- | ---------------------------------- | -------------------------------------------- |
| 1999 | Ámsterdam Schiphol Airport      | Ninguno                            | Ninguno                                      |
| 2000 | Singapore Changi Airport        | Ninguno                            | Ninguno                                      |
| 2001 | Hong Kong International Airport | Kuala Lumpur International Airport | Singapore Changi Airport                     |
| 2002 | Hong Kong International Airport | Singapore Changi Airport           | Sydney Kingsford Smith International Airport |
| 2003 | Hong Kong International Airport | Singapore Changi Airport           | Dubai International Airport                  |
| 2004 | Hong Kong International Airport | Singapore Changi Airport           | Ámsterdam Schiphol Airport                   |
| 2005 | Hong Kong International Airport | Singapore Changi Airport           | Incheon International Airport                |
| 2006 | Singapore Changi Airport        | Hong Kong International Airport    | Munich Airport                               |
| 2007 | Hong Kong International Airport | Incheon International Airport      | Singapore Changi Airport                     |
| 2008 | Hong Kong International Airport | Singapore Changi Airport           | Incheon International Airport                |
| 2009 | Incheon International Airport   | Hong Kong International Airport    | Singapore Changi Airport                     |
| 2010 | Singapore Changi Airport        | Incheon International Airport      | Hong Kong International Airport              |
| 2011 | Hong Kong International Airport | Singapore Changi Airport           | Incheon International Airport                |
| 2012 | Incheon International Airport   | Singapore Changi Airport           | Hong Kong International Airport              |
| 2013 | Singapore Changi Airport        | Incheon International Airport      | Ámsterdam Schiphol Airport                   |
| 2014 | Singapore Changi Airport        | Incheon International Airport      | Munich Airport                               |
| 2015 | Singapore Changi Airport        | Incheon International Airport      | Munich Airport                               |
| 2016 | Singapore Changi Airport        | Incheon International Airport      | Munich Airport                               |
| 2017 | Singapore Changi Airport        | Haneda International Airport       | Incheon International Airport                |
| 2018 | Singapore Changi Airport        | Incheon International Airport      | Haneda International Airport                 |
| 2019 | Singapore Changi Airport        | Haneda International Airport       | Incheon International Airport                |

Mejor alianza de aerolíneas del mundo
| Año  | 1st           | 2nd           | 3rd     |
| ---- | ------------- | ------------- | ------- |
| 2013 | Oneworld      | Star Alliance | SkyTeam |
| 2014 | Oneworld      | Star Alliance | SkyTeam |
| 2015 | Oneworld      | Star Alliance | SkyTeam |
| 2016 | Star Alliance | Oneworld      | SkyTeam |
| 2017 | Star Alliance | Oneworld      | SkyTeam |
| 2018 | Star Alliance | Oneworld      | SkyTeam |
| 2019 | Star Alliance | Oneworld      | SkyTeam |